# Nemesia randa
Espèce
Nemesia randa est une espèce d'araignées mygalomorphes de la famille des Nemesiidae.

## Distribution
Cette espèce est endémique de Majorque dans les îles Baléares en Espagne. Elle se rencontre dans l'Ouest de l'île.

## Description
La femelle holotype mesure 20,6 mm, les femelles mesurent de 18 à 24 mm.

## Étymologie
Son nom d'espèce lui a été donné en référence au lieu de sa découverte, le massif de Randa.

## Publication originale
- Decae, 2005 : Trapdoor spiders of the genus Nemesia Audouin, 1826 on Majorca and Ibiza: taxonomy, distribution and behaviour (Araneae, Mygalomorphae, Nemesiidae). Bulletin of the British Arachnological Society, vol. 13, no 5, p. 145-168 (texte intégral).